# Volatinia jacarina
El semillero volatinero (Volatinia jacarina) es una especie de ave paseriforme de la familia Thraupidae, la única perteneciente al género Volatinia. Es nativo de la América tropical (Neotrópico), donde se distribuye ampliamente desde el norte de México hasta el centro de Argentina.

## Nombres comunes
Aparte de semillero volatinero, el nombre dado por la Sociedad Española de Ornitología, se le conoce también por volatinero (en Paraguay, Uruguay y Argentina), negrillo (en Chile),  espiguero saltarín o volatinero negro (en Colombia), semillerito negriazulado (en Panamá), semillerito negro azulado (en Perú y Costa Rica), semillero chirrí (en Venezuela), espiguero negriazulado (en Ecuador), arrocerito azul-negruzco (en Honduras), semillerito negro (en Nicaragua), semillero brincador (en México), sierra-sierra (en Uruguay) o negrito chirrí.

## Distribución y hábitat
Se distribuye ampliamente desde el noroeste (sur de Sonora) y noreste (sur de Tamaulipas) de México, por América Central: Belice, Guatemala, El Salvador, Honduras, Nicaragua, Costa Rica y Panamá; en América del Sur, desde Colombia hacia el sur a occidente de los Andes hasta el extremo norte de Chile (Arica y Parinacota); a oriente de los Andes, al este por Venezuela, Guyana, Surinam, Guayana Francesa, hacia el sur por todo Brasil, Ecuador, Perú, Bolivia, Paraguay, hasta el norte de Uruguay y centro de Argentina. También en el Caribe, como residente en Trinidad y Tobago y Granada, y registrado en las Antillas menores, en Antigua y Barbuda, Barbados, Dominica, Martinica, Montserrat, San Cristóbal y Nieves, San Vicente y las Granadinas y Santa Lucía.
Esta especie es ampliamente diseminada y común (localmente puede ser abundante) en una variedad de áreas abiertas de pastizales y ocupadas por el hombre, sabanas y arbustales, siendo más escasa donde los bosques son predominantes, mayormente por debajo de los 1000 m de altitud, y en menor cantidad hasta los 2000~2500 m.

## Descripción

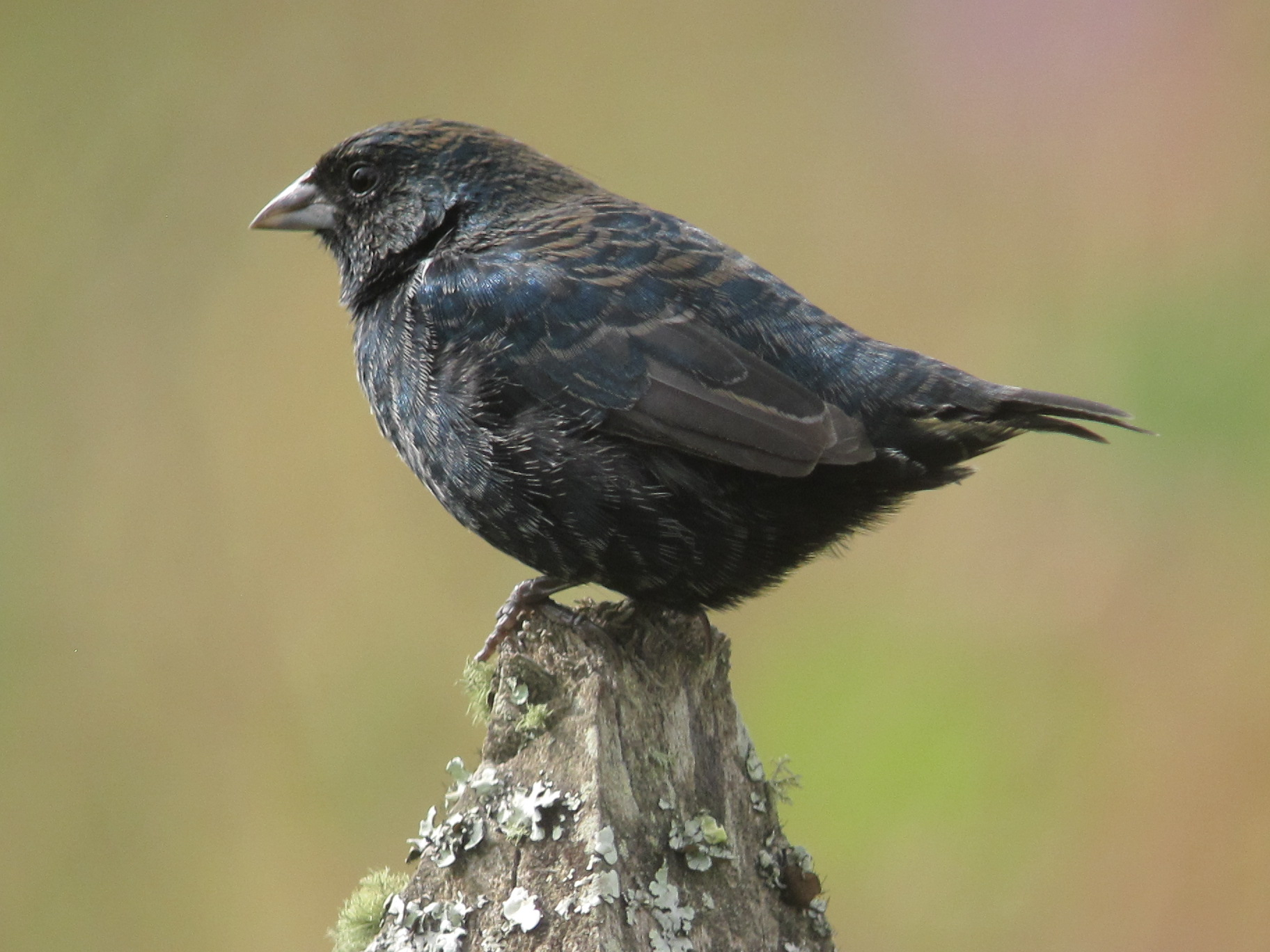
Ejemplar macho en plumaje juvenil.

Es un ave pequeña, de unos 10 cm de longitud. Presenta un claro dimorfismo sexual en el plumaje: El macho es de color negro pero debido a la capacidad de las plumas de difractar la luz se pueden observar de colores como verde o azul, con las partes inferiores de las alas blancas. Las hembras y los inmaduros son parduscos, con el vientre más claro y rayado. El pico es de color negro con la mandíbula de color gris azulado, relativamente esbelto y puntiagudo. Las aves de la pendiente del Pacífico de Sudamérica los machos son más parduzcos, especialmente en las alas. Los machos inmaduros son moteados de negruzco y pardo y son capaces de reproducir todavía con este plumaje.

## Comportamiento
Es un ave familiar, fácilmente avistada en los lados de los caminos, generalmente en bandadas fuera de la época de cría y frecuentemente asociada con otros semilleros (Sporophila). En la temporada reproductiva, los machos cantan visiblemente desde una percha en cercas o tallos de gramíneas dando un salto corto para el aire y mostrando el blanco abajo de las alas, para volver a encaramarse en el mismo lugar. Puede estar varios minutos haciendo esto, uego vuela y puede
comenzar nuevamente en otro lugar.

### Alimentación
Principalmente se alimentan de semillas, aunque también de insectos.

### Reproducción
La nidificación en el Cono Sur ocurre entre los meses de octubre y febrero. El nido, expuesto y elaborado, tiene forma de tacita hecho de fibras vegetales y forrado internamente con fibras finas o cerdas, amarrado a yuyos u otras plantas. La puesta es de tres huevos, ovoidales, color verde pálido con pintitas castañas y grises distribuidas por toda la superficie pero más
concentradas en el polo mayor, formando una corona, también los hay blancuzcos con pintas castaño-rojizas. Miden en promedio 17 x 13,5 mm. El nido es construido por la pareja durante aproximadamente cinco días, la puesta ocurre en días corridos y el período de incubación dura trece días. La pareja alimenta a los pichones. Puede sufrir parasitismo de puesta por el tordo renegrido (Molothrus bonariensis).

### Vocalización
Durante la época reproductiva, el macho canta incansablemente un animado y explosivo «tzi-u» (de donde proviene el nombre común en Brasil), desde una percha baja, acompañado de un salto corto en el aire con las alas abiertas.

## Sistemática

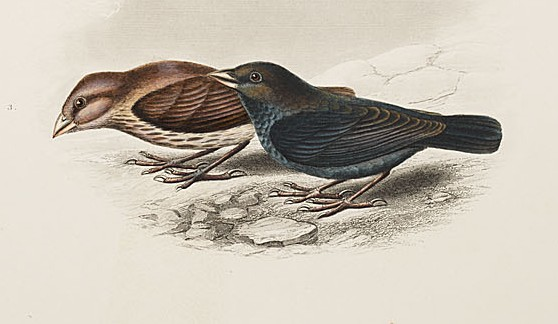
Volatinia jacarina, ilustración de Peale en US Exploring Expedition1838–1842, 1848.

### Descripción original
La especie V. jacarina fue descrita por primera vez por el naturalista sueco Carlos Linneo en 1766 bajo el nombre científico Tanagra jacarina; su localidad tipo es: «noreste de Brasil».
El género Volatinia fue propuesto por el zoólogo alemán Ludwig Reichenbach en 1850.

### Etimología
El nombre genérico femenino Volatinia es un diminutivo de la palabra latina «volatus» que significa «vuelo»; y el nombre de la especie «jacarina» deriva del tupí  «jacarini»: designación para un tipo de ave que vuela para arriba y para abajo.

### Taxonomía
Durante décadas colocado en la familia Emberizidae, el presente género fue transferido para Thraupidae con base en diversos estudios genéticos, citando Burns et al. 2002, 2003; Klicka et al. 2007 y Campagna et al. 2011. La Propuesta N° 512 al Comité de Clasificación de Sudamérica (SACC) de noviembre de 2011, aprobó la transferencia de diversos géneros (entre los cuales Emberizoides) de Emberizidae para Thraupidae.
Los amplios estudios filogenéticos recientes de Burns et al. (2014) demuestran que el presente género es próximo de Conothraupis y el par formado por ambos, es próximo de Creurgops, en una subfamilia Tachyphoninae.

### Subespecies
Según las clasificaciones del Congreso Ornitológico Internacional (IOC) y Clements Checklist/eBird v.2019 se reconocen tres subespecies, con su correspondiente distribución geográfica:
- Volatinia jacarina splendens (Vieillot, 1817) – desde el norte de México hasta el norte de Sudamérica, Granada, Trinidad y Tobago.
- Volatinia jacarina peruviensis (Peale, 1848) – pendiente árida del Pacífico de Ecuador, Perú y extremo norte de Chile.
- Volatinia jacarina jacarina (Linnaeus, 1766) – sureste de Perú al este de Bolivia, Paraguay, centro y este de Brasil, norte de Uruguay, hasta el centro de Argentina.